# Kalmar blodbad
Kalmar blodbad er benævnelsen for de politisk motiverede henrettelser, der ved to forskellige lejligheder fandt sted i Kalmar i Sverige.
Første gang var i juli 1505: Kong Hans af Danmark havde i Kalmar forgæves ventet på svenskernes ankomst til et unionsmøde. Her lod han byens borgmester, rådmænd og mest fremtrædende borgere henrette med den begrundelse, at de to år tidligere skulle have hjulpet den svenske belejringshær med at indtage Kalmar.
Anden gang var den 16. maj 1599: Hertug Karl havde nogle dage tidligere indtaget Kalmar Slot. Her befalede han, at slottets forsvarere Johan Larsson Sparre, Kristofer Andersson Grip og Lars Andersson Rålamb, sammen med slotspræsten Birger, der havde støttet Sigismund som konge, skulle halshugges og deres hoveder sættes op over byens vesterport.